# Henri Decaisne
Henri Decaisne fue un pintor belga de retratos e historia, nació en Bruselas en 1799. Ya en 1814 comenzó a estudiar pintura con François, y en 1818 con el asesoramiento de David fue a París y entró en el estudio de Girodet, de donde se trasladó a la de Gros. Varias imágenes de él están en Versalles, entre ellos están la «Entrada de Carlos VII en Ruán» (1838), y la «Institución de la Orden de San Juan de Jerusalén» (1842). En 1839 completó su obra colosal, «Les Belges Illustres». Murió en París en 1852. Entre sus mejores obras están las siguientes:

## Retratos
- La reina de los belgas. 1835.
- El duque de Orleans. 1833.
- La princesa Clementina de Orleans. 1833.
- Madame Malibran como Desdemona. 1831.
- Victor Schoelcher. 1833.
- Alphonse de Lamartine. 1839.

## Temas históricos y otros
- Una familia indígena en el exilio. 1824.
- Milton dictando «Paraíso perdido» a su hija. 1827.
- Carlos I despidiéndose de sus hijos. 1827.
- Cromwell y su hija. 1829.
- Mater Dolorosa. 1835.
- Agar en el desierto. 1836.
- El Ángel de la Guarda. 1836.
- La caridad. 1839.
- La Adoración de los Pastores. 1841.

## Galería

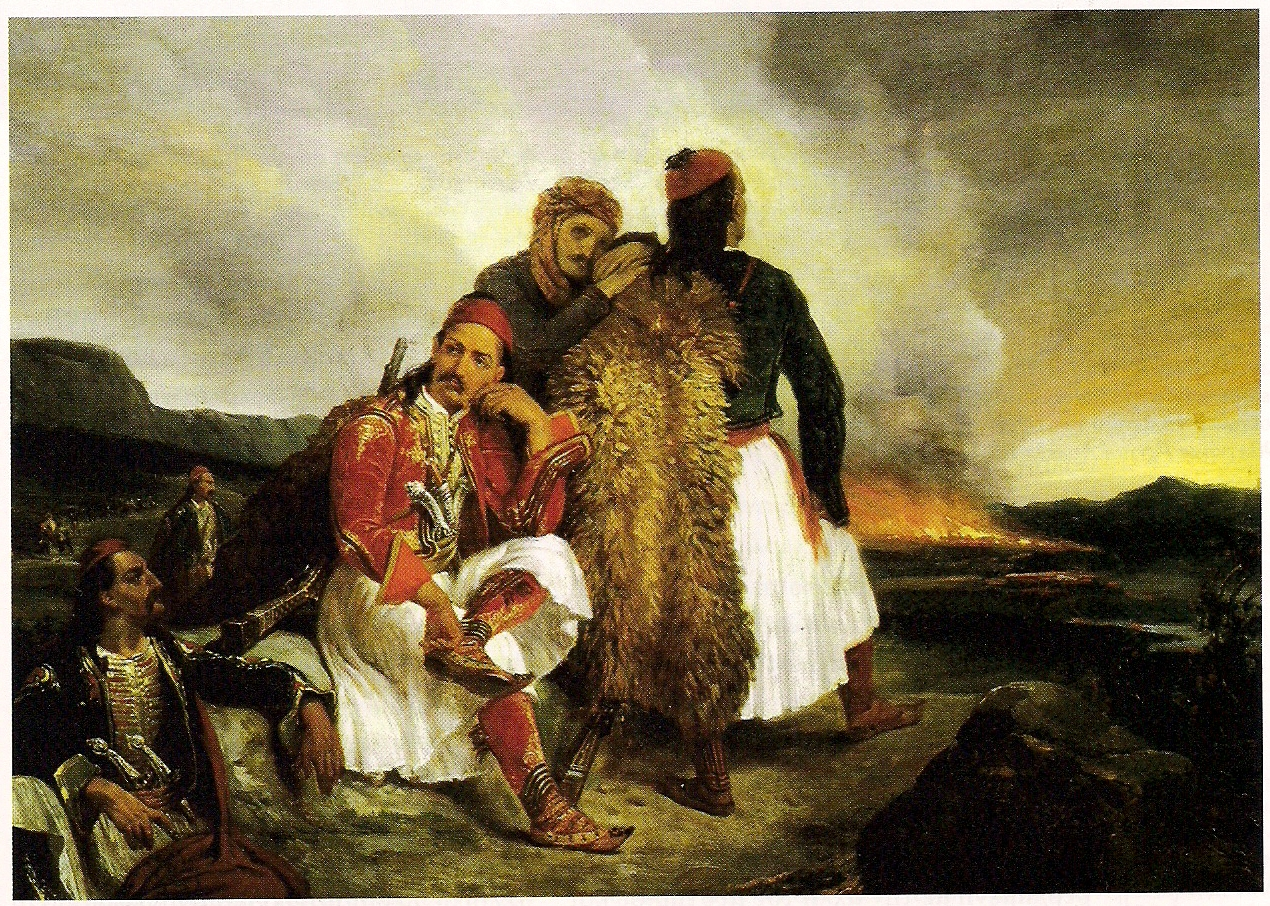
El fracaso de la operación militar, 1826, Museo Benaki, Atenas
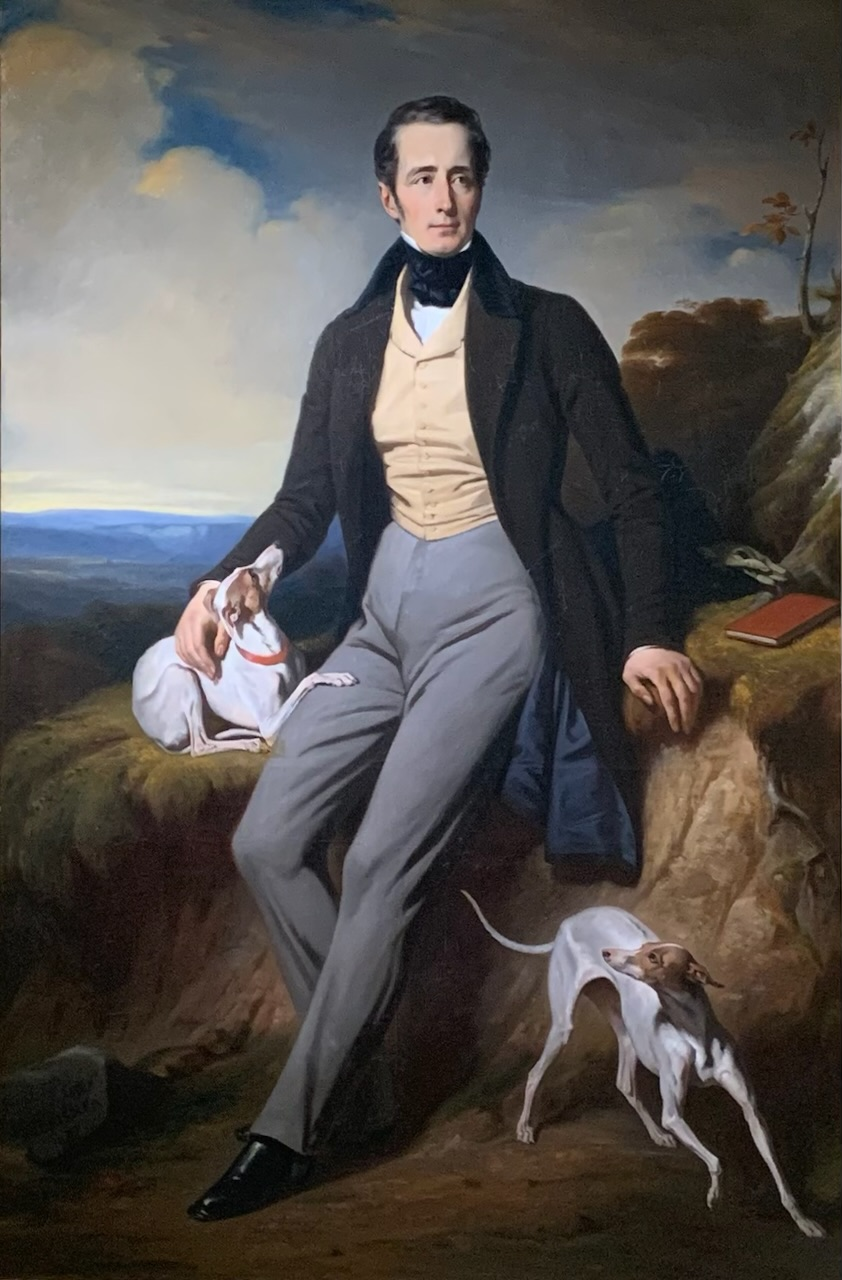
Alphonse de Lamartine, en el Museo de Bellas Artes de Mâcon
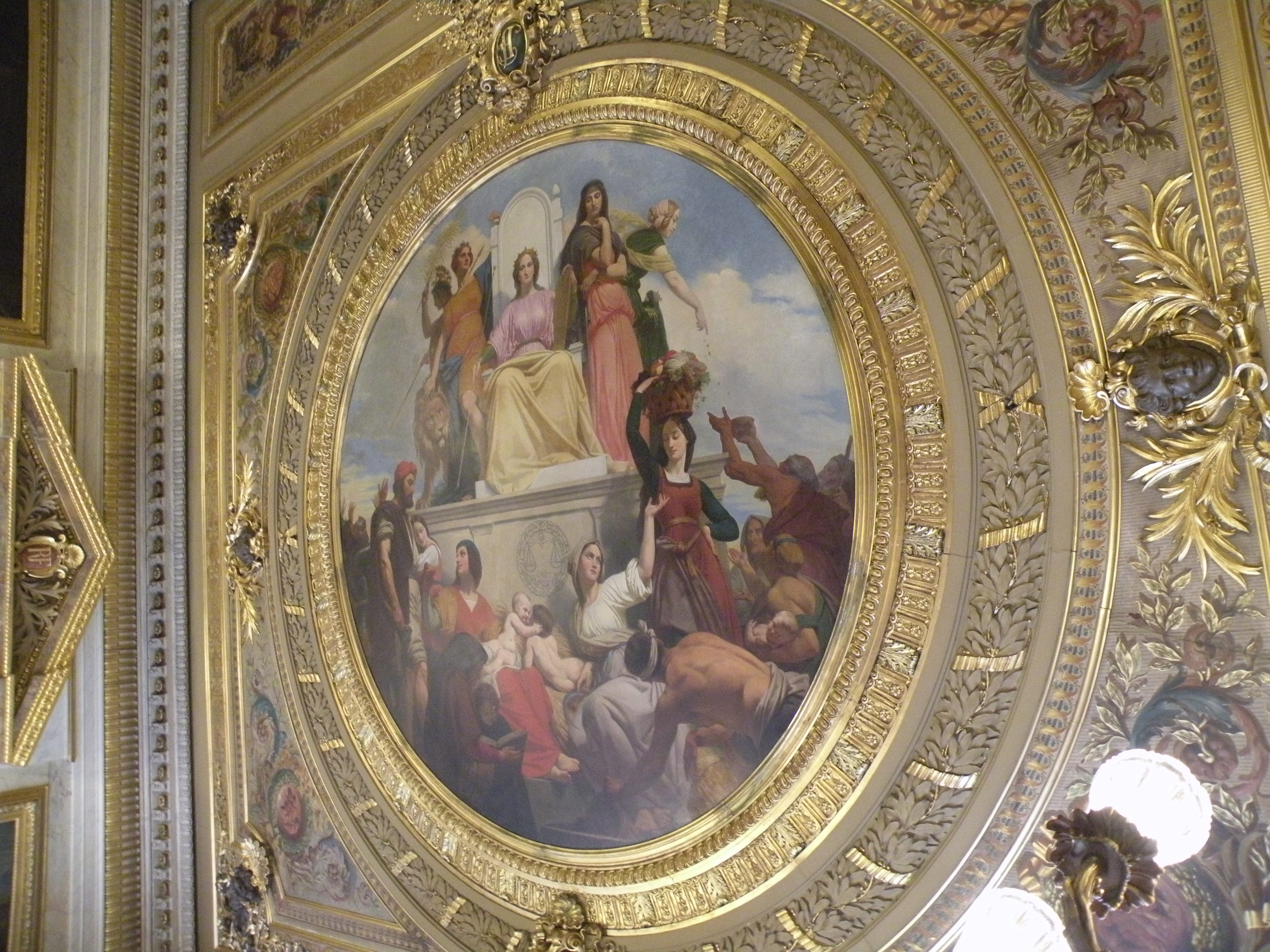
La Ley, 1840, techo del «salon des messager», Palacio de Luxemburgo
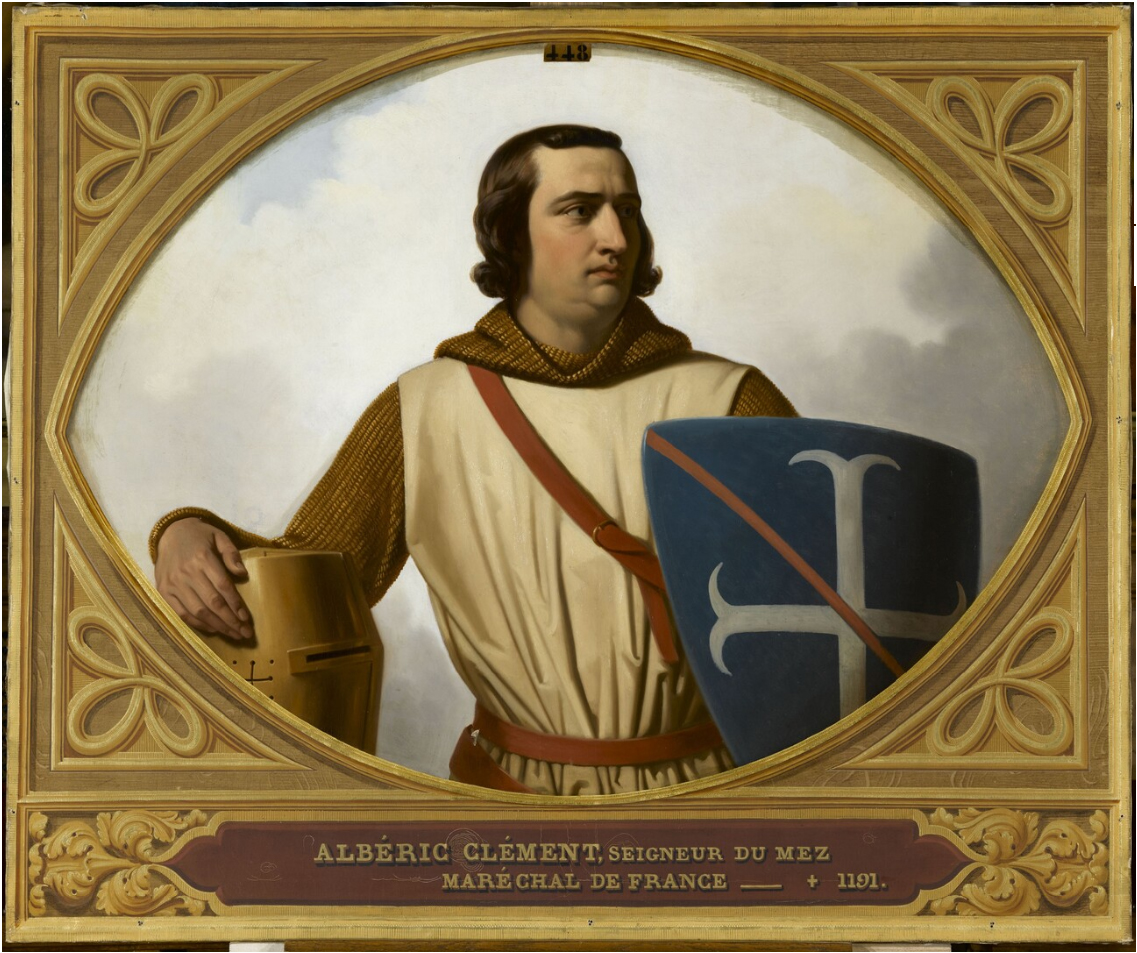
Albéric Clément, mariscal de Francia , 1844, Palacio de Versalles
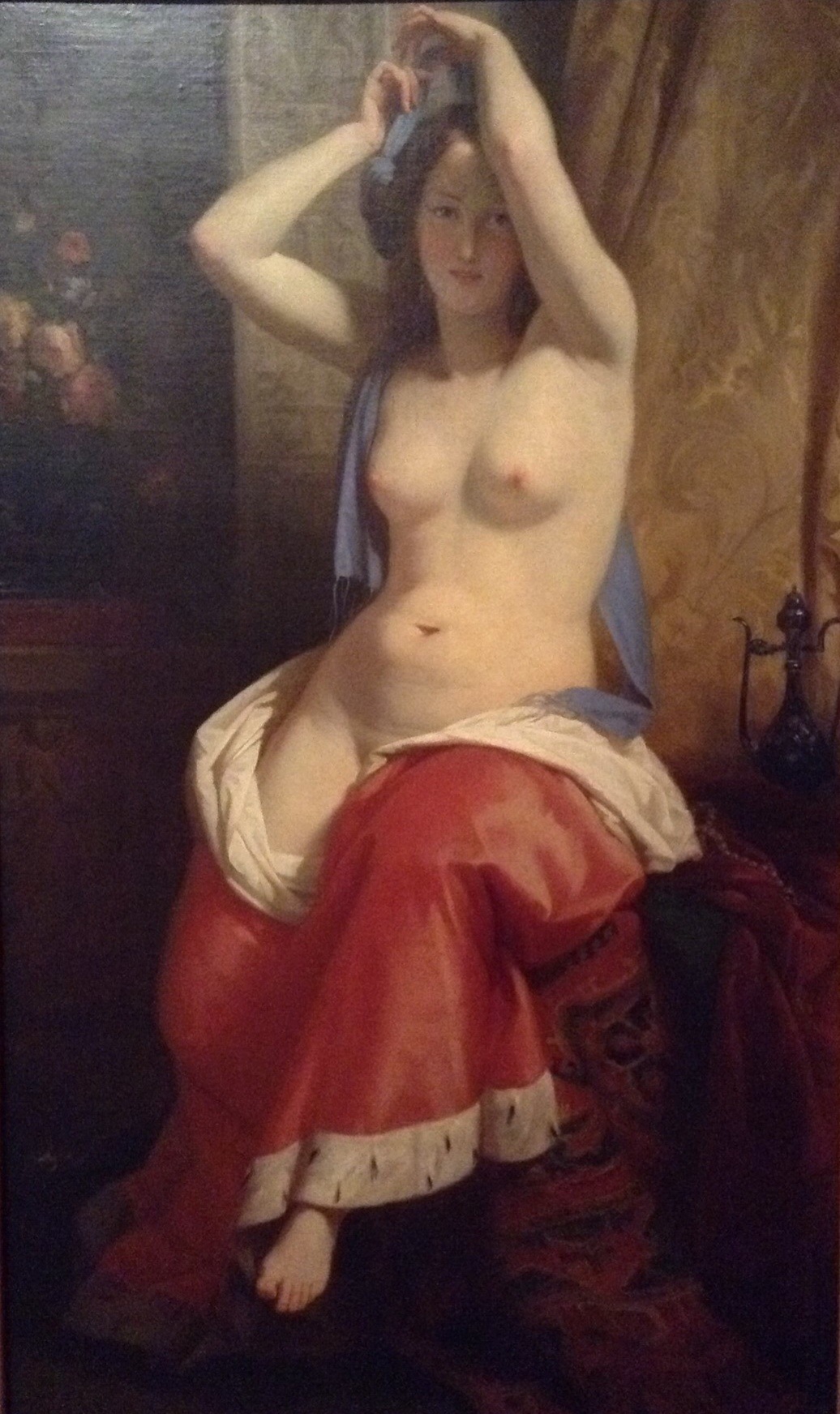
Odalisca, Museo Nacional de San Carlos, Ciudad de México
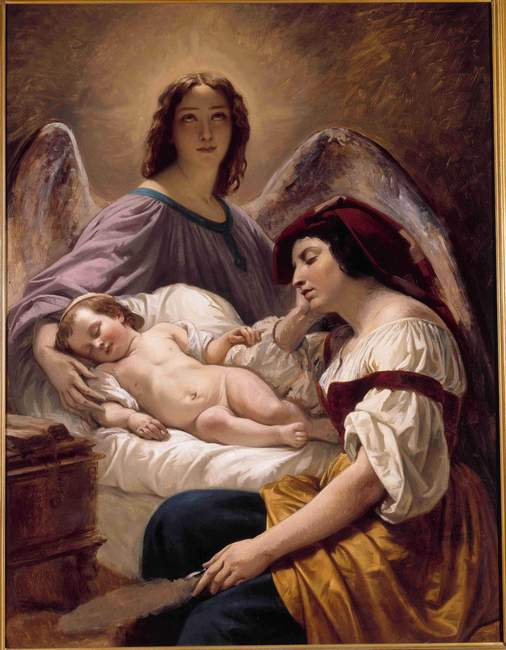
El ángel de la guarda, aprox. 1836, Museo Real de Bellas Artes de Amberes
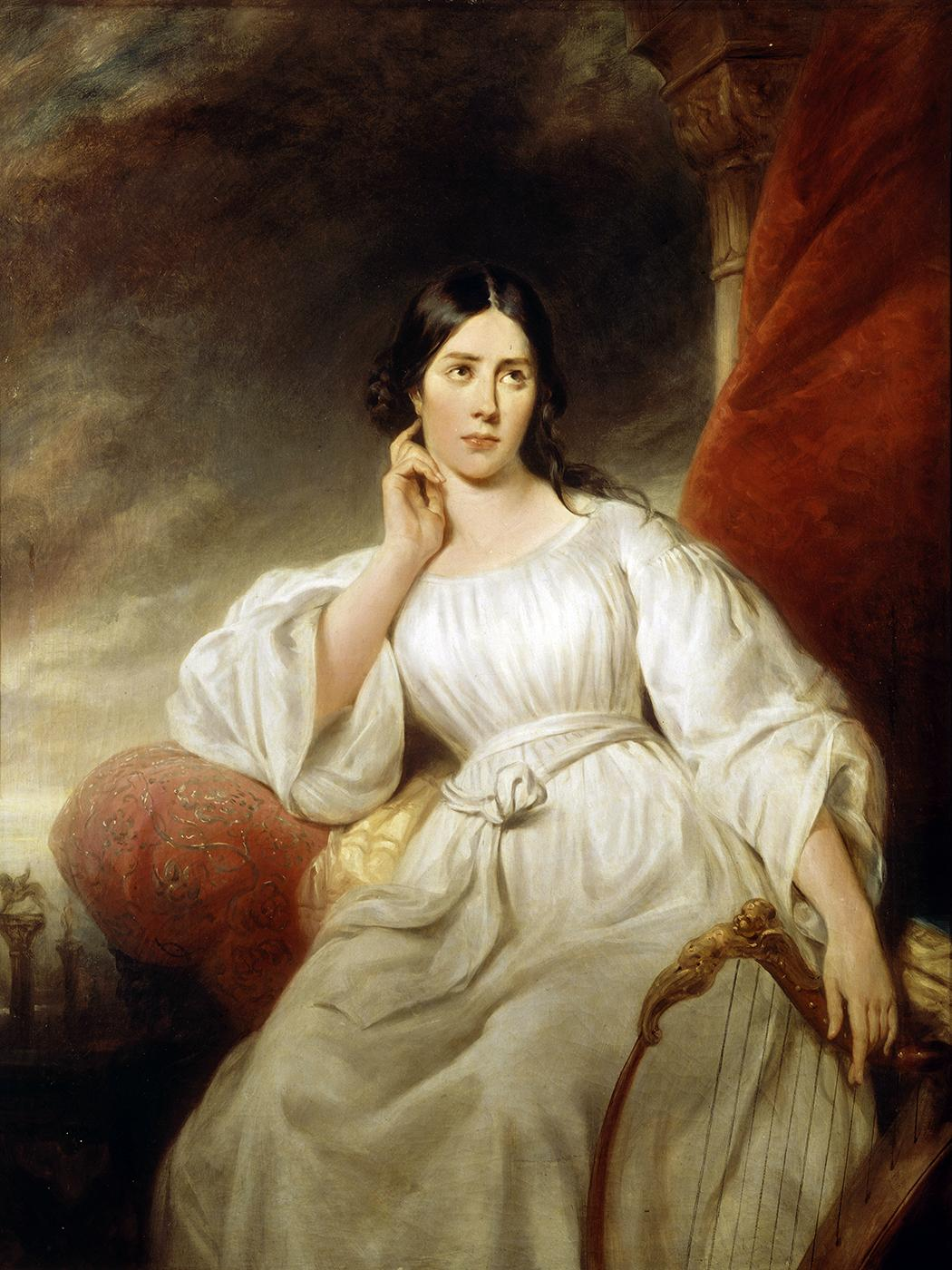
María Malabran como Desdemona en «Otelo» de Rossini (1831) París, Museo Carnavalet